# Vincent Herbert
Vincent Herbert ist ein US-amerikanischer Musikproduzent und Präsident des Platten-Labels 'Streamline Records'
Er ist der Ehemann der R&B-Sängerin Tamar Braxton und Schwager von Toni Braxton.
Als Executive Producer von Lady Gagas ersten beiden Pop-Alben ("The Fame" und "The Fame Monster") war er maßgeblich an deren Aufstieg und  kommerziellem Erfolg beteiligt. In einem ihrer "Gagavision"-Videos stellt sie ihn als ihren Entdecker vor ("Vincent Herbert discovered me") und fährt fort "I really feel like we have made pop history".